# Paco López
Francisco José López Fernández, noto semplicemente come Paco López (Silla, 19 settembre 1967), è un allenatore di calcio ed ex calciatore spagnolo, di ruolo attaccante, tecnico del Leganés.

## Palmarès

### Allenatore

#### Competizioni nazionali
- Segunda División: 1

Granada: 2022-2023